# Las Montañas Rocosas, Lander's Peak (Albert Bierstadt)
Las Montañas Rocosas, Lander’s Peak, cuyo título original en inglés es The Rocky Mountains, Lander's Peak, es una de las obras más importantes de Albert Bierstadt, un pintor paisajista estadounidense de origen alemán. Bierstadt fue un miembro destacado de la llamada "Escuela de las Montañas Rocosas", una rama surgida de la Escuela del río Hudson.

## Introducción
Esta pintura fue fundamental en la carrera de Bierstadt, ya que estableció su reputación internacional como pintor de paisajes grandiosos de los Estados Unidos. Este lienzo se basa en bocetos realizados durante el viaje de Bierstadt al Oeste de Estados Unidos, en una expedición comandada por Frederick W. Lander (1821-1862) Después de anunciar en enero de 1859 su intención de recorrer los territorios occidentales con el fin de estudiar las costumbres de los indígenas norteamericanos y de pintar una serie de grandes cuadros, viajó desde New Bedford (Massachusetts), a través de los actuales estados de Kansas, Nebraska, Wyoming y Colorado, entre abril y octubre de 1859.

## Análisis de la obra
- Pintura al óleo sobre lienzo; 186,7 x 306,7 cm.; año 1863; Museo Metropolitano de Arte, Nueva York.

- Firmado en la parte inferior, a la derecha: “ABierstadt/1863”

En su primera expedición al oeste de los Estados Unidos, Bierstadt realizó una gran cantidad de bocetos, que fueron el origen de varias obras pintadas después de su regreso a Nueva York. Este lienzo, de gran tamaño, es la principal obra resultante. El lienzo muestra el Landers Peak, en la Cordillera Wind River de las Montañas Rocosas, con un campamento de nativos shoshones en primer plano. Esta pintura se completó en el año 1863, fue exhibida con gran éxito, y fue comprada por la entonces sorprendente suma de $25,000. Bierstadt bautizó el pico de la montaña central en honor al coronel Frederick W. Lander, quien murió en 1862 en la Guerra de Secesión.
Al final del viaje, Bierstadt había acumulado una gran cantidad de bocetos, croquis, bocetos al óleo, fotografías y artefactos indios, que llevó a su Tenth Street Studio Building, de Nueva York, que utilizó para la realización de sus lienzos, y que mantuvo durante varios años. En esta amplia pintura, Bierstadt representa en el fondo las montañas, de quebradas cumbres cubiertas de nieve y medio ocultas por las nubes. En segundo plano pinta una gran variedad de árboles cubriendo las laderas de las montañas, una diversidad de rocas de variadas formas y colores, así como una multitud de arroyos plateados. Casi en primer plano, el cuadro presta gran atención a los indígenas shoshones. Respecto a ellos y a su cultura, Biestadt escribió: “now is the time to paint them, for they are rapidly passing away, and soon will be known only in history”. ("ahora es el momento de pintarlos, ya que están desapareciendo rápidamente, y pronto serán conocidos únicamente en la historia").

## Procedencia
- Emil Seitz, Seitz y Noelle Gallery, New York, any 1864;
- James McHenry, Londres, 1866–98;
- El hermano del artista, Edward Bierstadt, 1898–1907;
- Su hija, Mary Adeline Bierstadt, 1907.